# Bright Dike
Chinedu "Bright" Dike est un footballeur international nigérian né le 2 février 1987 à Edmond (Oklahoma) aux États-Unis. Il joue au poste d'attaquant.
Son cousin Emmanuel Emenike joue également pour les Supers Eagles.

## Biographie
Dike est échangé au Toronto FC contre Maximiliano Urruti le 9 septembre 2013.
Le 18 novembre 2013, Dike inscrit un but lors d'un match amical face à l'Italie.
Le 20 février 2014, Dike se blesse gravement (rupture du tendon d'Achille) lors de la préparation de la saison de la MLS et ne pourra pas disputer la Coupe du monde 2014.

## Palmarès
Vierge